# Бебенин, Олег Николаевич
Оле́г Никола́евич Бебе́нин (14 июня 1974, Кострома — 3 сентября 2010, Перхурово, Минская область) — белорусский журналист, создатель и руководитель одного из главных оппозиционных интернет-ресурсов Белоруссии — сайта «Хартия’97».

## Биография
Родился в 1974 году в Костроме в семье военного прокурора.
Окончил факультет журналистики БГУ. Работал в «Белорусской деловой газете», затем был заместителем главного редактора негосударственной газеты «Имя». В 1998 году основал сайт «Хартия’97», которым с тех пор руководил.
Занимался журналистскими расследованиями. По словам самого Бебенина, в 1997 году неизвестные вывезли его в лес и угрожали, заявляя, что на его примере «покажут, как нужно себя вести с властями». Тогда он почти не пострадал: забрав у журналиста деньги и средства связи, похитители его отпустили. Милиция преступников не нашла.
Был главой предвыборного штаба оппозиционного кандидата в президенты Белоруссии Андрея Санникова (Президентские выборы в Белоруссии (2010)).

### Смерть
Бебенин был обнаружен повешенным на своей даче в Дзержинском районе Минской области 3 сентября 2010 года, в 17:30. Прощание с журналистом прошло в Минске 6 сентября, в траурной церемонии приняли участие сотни жителей города, в том числе первый глава независимой Белоруссии Станислав Шушкевич, оппозиционный политик Александр Милинкевич, писатель Рыгор Бородулин, журналистка Ирина Халип, председатель Белорусской ассоциации журналистов Жанна Литвина и др. В тот же день Бебенин был похоронен на Восточном кладбище города.
Генеральная прокуратура Республики Беларусь пришла к выводу, что смерть Олега Бебенина наступила в результате самоубийства. Однако Андрей Санников, а также ряд коллег Бебенина заявили, что не верят в версию следствия.
Позднее Генпрокуратура сообщила, что будет рассматриваться и версия убийства журналиста.
В ноябре 2010 года эксперты ОБСЕ подтвердили версию самоубийства Бебенина.
Смерть Олега Бебенина подвигла в 2012 году шведского рекламщика Томаса Мазетти провести акцию в защиту свободы слова в Белоруссии.

## Семья
У Бебенина остались жена и сыновья.